# Sziget a szárazföldön
Sziget a szárazföldön (en català, Illa al continent; comercialitzada com The Lady from Constantinople) és una pel·lícula dramàtica hongaresa en blanc i negre del 1969 dirigida per Judit Elek, autora també del guió juntament amb Iván Mándy.

## Argument
Persuadida per l'esposa del conseller, una anciana vivaç i solitària, que només està unida al món a través dels seus objectes i records apreciats, decideix canviar el seu apartament de dues habitacions per un altre més petit. Durant una estona es canvia la seva vida quotidiana. Coneix i entretén gent nova cada dia. Un cop que és reubicada, es retira de nou a l'aïllament.

## Repartiment
- Manyi Kiss... Anciana
- Éva Almási... Noia jove
- László Bathó
- József Bánfalvi
- Itala Békés ... Bessó
- Rita Békés ... Bessó